# Sarpsborg 08 FF
A Sarpsborg 08 Fotballforening egy 2008-ban alapított norvég labdarúgóklub. Székhelye Sarpsborgban van. A csapat jelenleg a Eliteserienben szerepel. Legnagyobb nemzetközi sikere a 2018-2019-es idényben elért Európa-liga csoportköre volt.

## Sikerek
- Eliteserien:
  - Bronzérmes (1): 2017

- 1. divisjon:
  - Ezüstérmes (2): 2010, 2012

- Norvég kupa:
  - Ezüstérmes (2): 2015, 2017

## Jelenlegi keret
2022. március 10. szerint.
| #  |     | Poszt | Név                             |
| -- | --- | ----- | ------------------------------- |
| 1  | NOR | K     | Simen Vidtun Nilsen             |
| 2  | NOR | KP    | Leo Bech Hermansen              |
| 3  | NOR | V     | Jørgen Horn                     |
| 4  | NOR | V     | Bjørn Inge Utvik                |
| 5  | NOR | V     | Magnar Ødegaard                 |
| 7  | NOR | KP    | Ole Jørgen Halvorsen            |
| 8  | SWE | CS    | Guillermo Molins                |
| 10 | FRA | CS    | Rashad Muhammed                 |
| 11 | NOR | KP    | Jonathan Lindseth               |
| 14 | MLI | CS    | Amadou Camara                   |
| 15 | NOR | CS    | Steffen Lie Skålevik            |
| 16 | NOR | V     | Joachim Thomassen               |
| 17 | NOR | KP    | Joachim Soltvedt                |
| 18 | GAB | KP    | Serge-Junior Martinsson Ngouali |

| #  |     | Poszt | Név                                               |
| -- | --- | ----- | ------------------------------------------------- |
| 19 | SEN | KP    | Laurent Mendy                                     |
| 20 | SWE | KP    | Anton Salétros                                    |
| 21 | NOR | K     | Anders Kristiansen                                |
| 22 | NOR | CS    | Kristian Opseth                                   |
| 25 | DEN | KP    | Mikkel Maigaard                                   |
| 26 | BFA | CS    | Moubarak Compaoré                                 |
| 27 | NOR | V     | Markus Olsvik Welinder                            |
| 31 | DNK | V     | Anton Skipper                                     |
| 32 | NOR | V     | Eirik Wichne                                      |
| 40 | NOR | K     | Leander Øy                                        |
| 41 | NOR | KP    | Tobias Heintz (kölcsönben a BK Häcken csapatától) |
| 44 | NOR | KP    | Jesper Wichstrøm Johansen                         |
|    | ISL | KP    | Emil Pálsson                                      |

## Korábbi edzők
- Conny Karlsson (2008–2009)
- Roar Johansen (2009–2012)
- Brian Deane (2013–2014)
- Geir Bakke (2015–)

## Európai kupaszereplés

### Szezonális bontásban
| Idény   | Kupa        | Forduló         | Klub             | 1. mérk. | 2. mérk. | Össz.     |
| ------- | ----------- | --------------- | ---------------- | -------- | -------- | --------- |
| 2018–19 | Európa-liga | 1. selejtezőkör | ÍBV              | 2−0      | 4−0      | 6−0       |
| 2018–19 | Európa-liga | 2. selejtezőkör | St. Gallen       | 1−0      | 1–2      | 2−2(i.g.) |
| 2018–19 | Európa-liga | 3. selejtezőkör | Rijeka           | 1−1      | 1−0      | 2−1       |
| 2018–19 | Európa-liga | Rájátszás       | Makkabi Tel-Aviv | 3−1      | 1–2      | 4−3       |
| 2018–19 | Európa-liga | Csoportkör      | Beşiktaş         | 2–3      | 1–3      |           |
| 2018–19 | Európa-liga | Csoportkör      | Genk             | 3−1      | 0–4      |           |
| 2018–19 | Európa-liga | Csoportkör      | Malmö            | 1-1      | 1-1      |           |

## Fordítás
- Ez a szócikk részben vagy egészben  a   Sarpsborg 08 FF című angol Wikipédia-szócikk fordításán alapul.  Az eredeti cikk szerkesztőit annak laptörténete sorolja fel. Ez a jelzés csupán a megfogalmazás eredetét és a szerzői jogokat jelzi, nem szolgál a cikkben szereplő információk forrásmegjelöléseként.